# Literaturjahr 1492
Liste der Literaturjahre

1490 | 1491 | Literaturjahr 1492 | 1493 | 1494 | 1495 | 1496 | ► | ►►

Weitere Ereignisse

## Ereignisse

### Lyrik
Juan del Encina veröffentlicht seine allegorischen Gedichte Triunfo de la fama.

### Medizin
Das von dem englischen Mediziner, Leibarzt und Theologen John of Gaddesden um 1314 verfasste Buch Rosa Medicinæ wird erstmals veröffentlicht.

### Geschichte
Die umfangreich illustrierte Cronecken der Sassen oder Sachsenchronik von Cord Bote oder Hermann Bote erscheint. Es ist das letzte große Druckwerk aus der Offizin von Peter Schöffer, dem Mitarbeiter erster Stunde von Johannes Gutenberg. Die Chronik vereinigt Elemente einer Weltchronik mit der Landes-, Bistums- und Stadtgeschichtsschreibung der sächsischen Geschichte bis in das Jahr 1489.

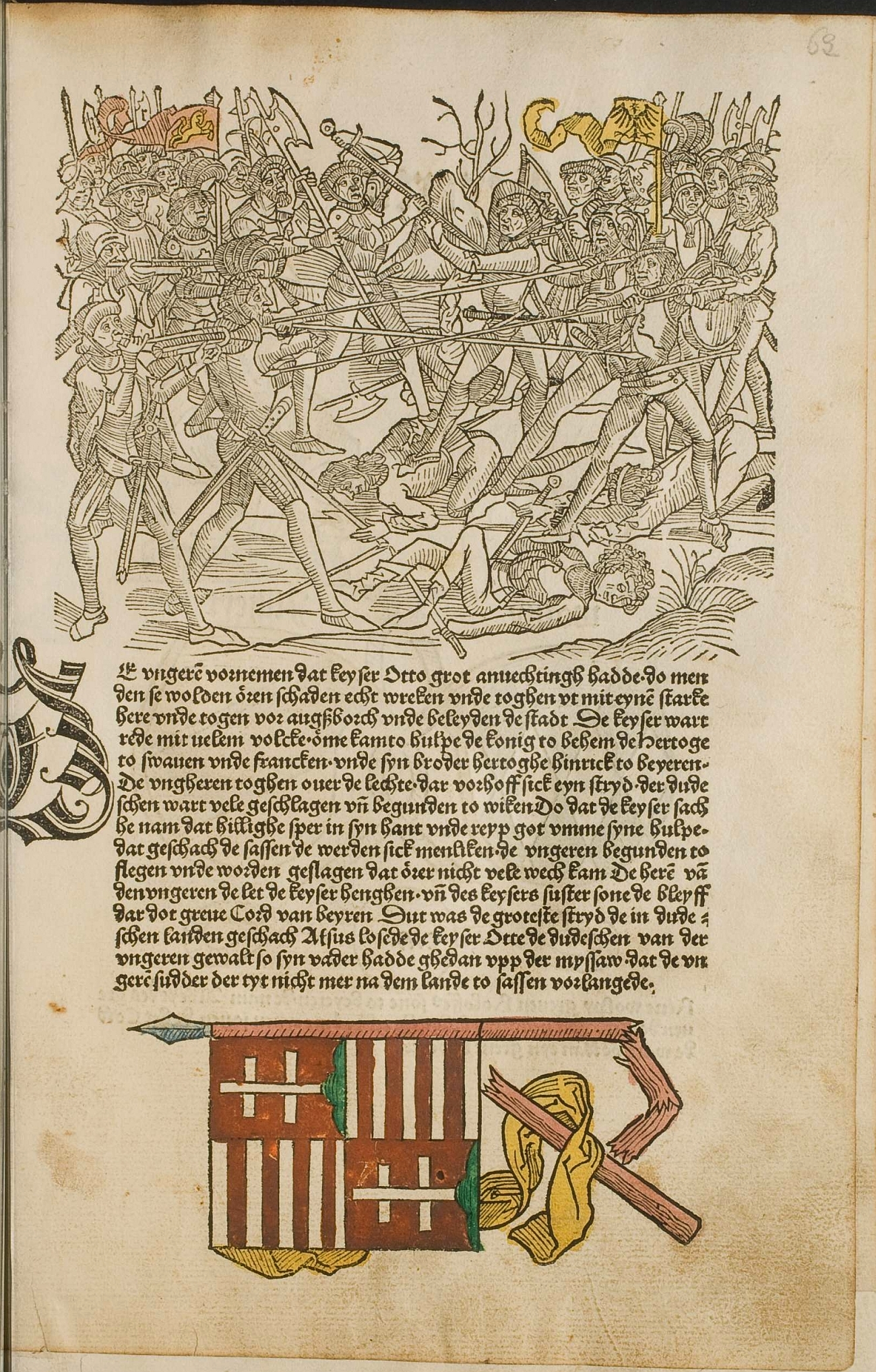
Holzschnittillustration aus der Chronik
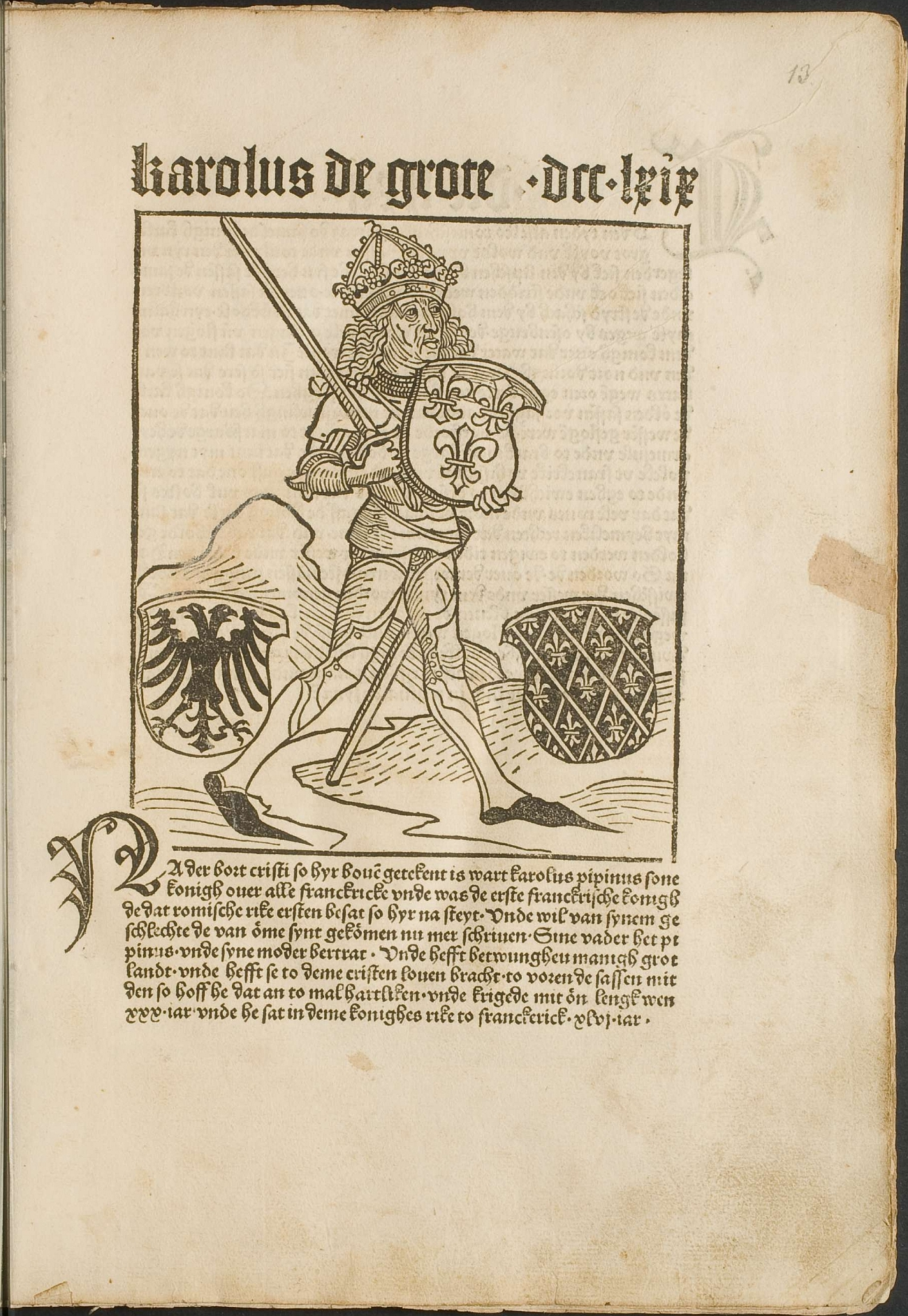
Karl der Große in der Sachsenchronik
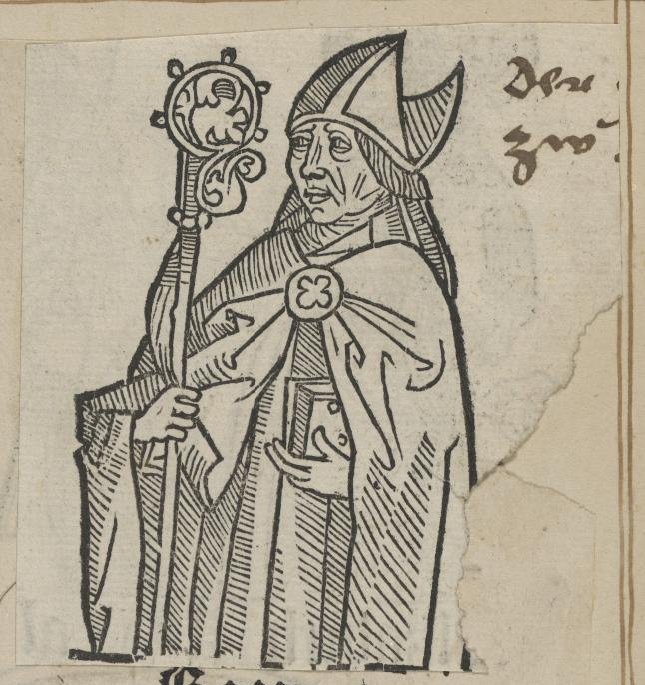
Burchard I. in der Sachsenchronik

### Religion
Der fortlaufende Kommentar zur Bibel Postillae perpetuae von Nikolaus von Lyra, den dieser zwischen 1322 und 1331 verfasst hat, wird ab dem 15. Jahrhundert zusammen mit Kommentaren anderer Autoren sowie mit einer Übersetzung der Bibel in mehrbändigen Werksammlungen gedruckt. In Straßburg erscheint 1492 die Biblia cum postillis Nicolai de Lyra.

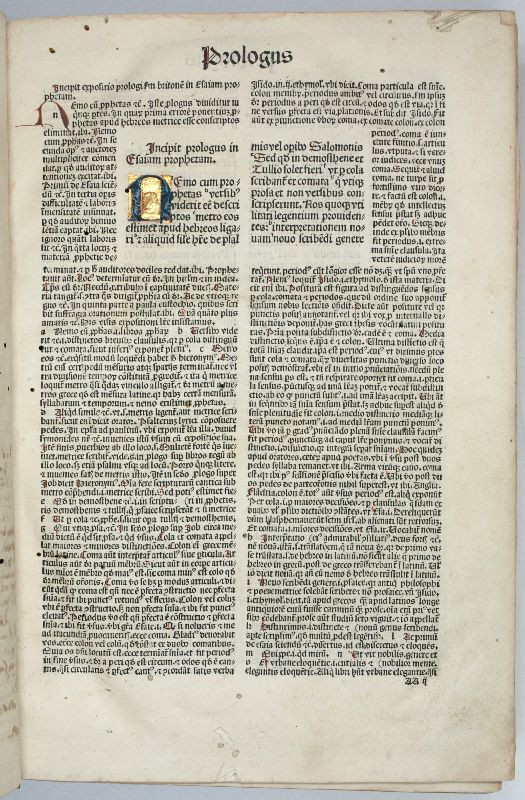
Seite aus der Biblia cum postillis Nicolai de Lyra
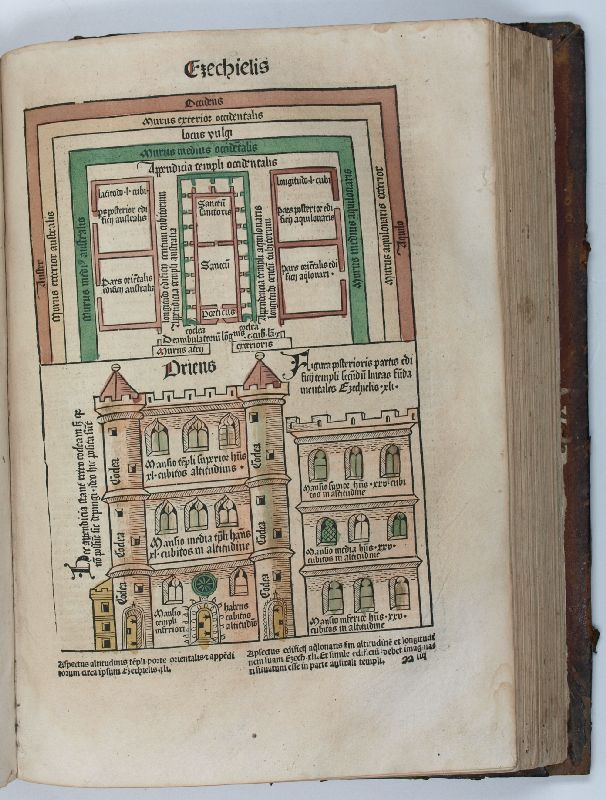
Abbildung aus Biblia cum postillis Nicolai de Lyra

Der Buchdrucker Bartholomäus Ghotan veröffentlicht die Revelationes Sancte Birgitte, die erste vollständige lateinische Ausgabe der Offenbarungen von Birgitta von Schweden.

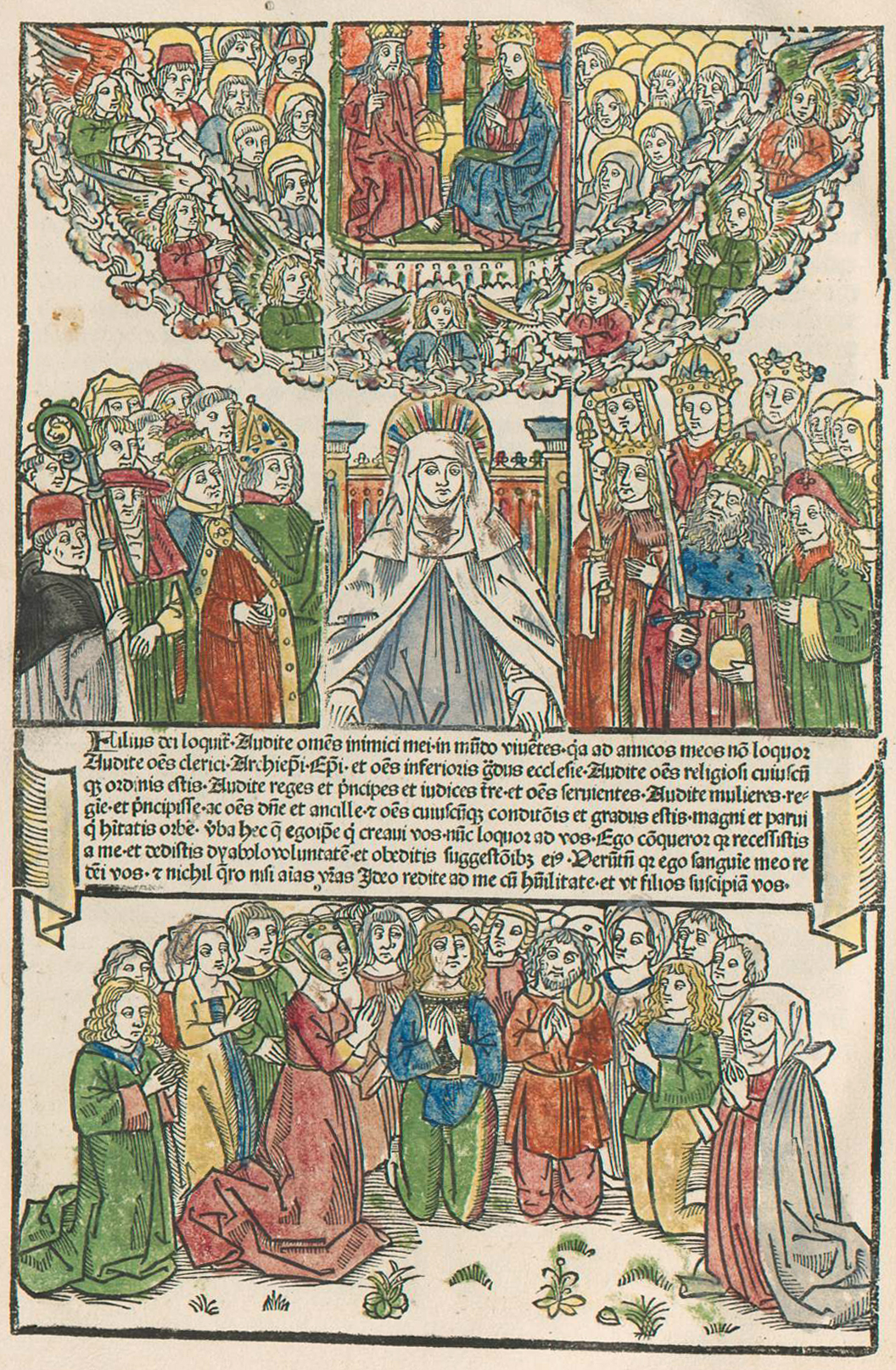
Abbildung in den  Revelationes Sancte Birgitte
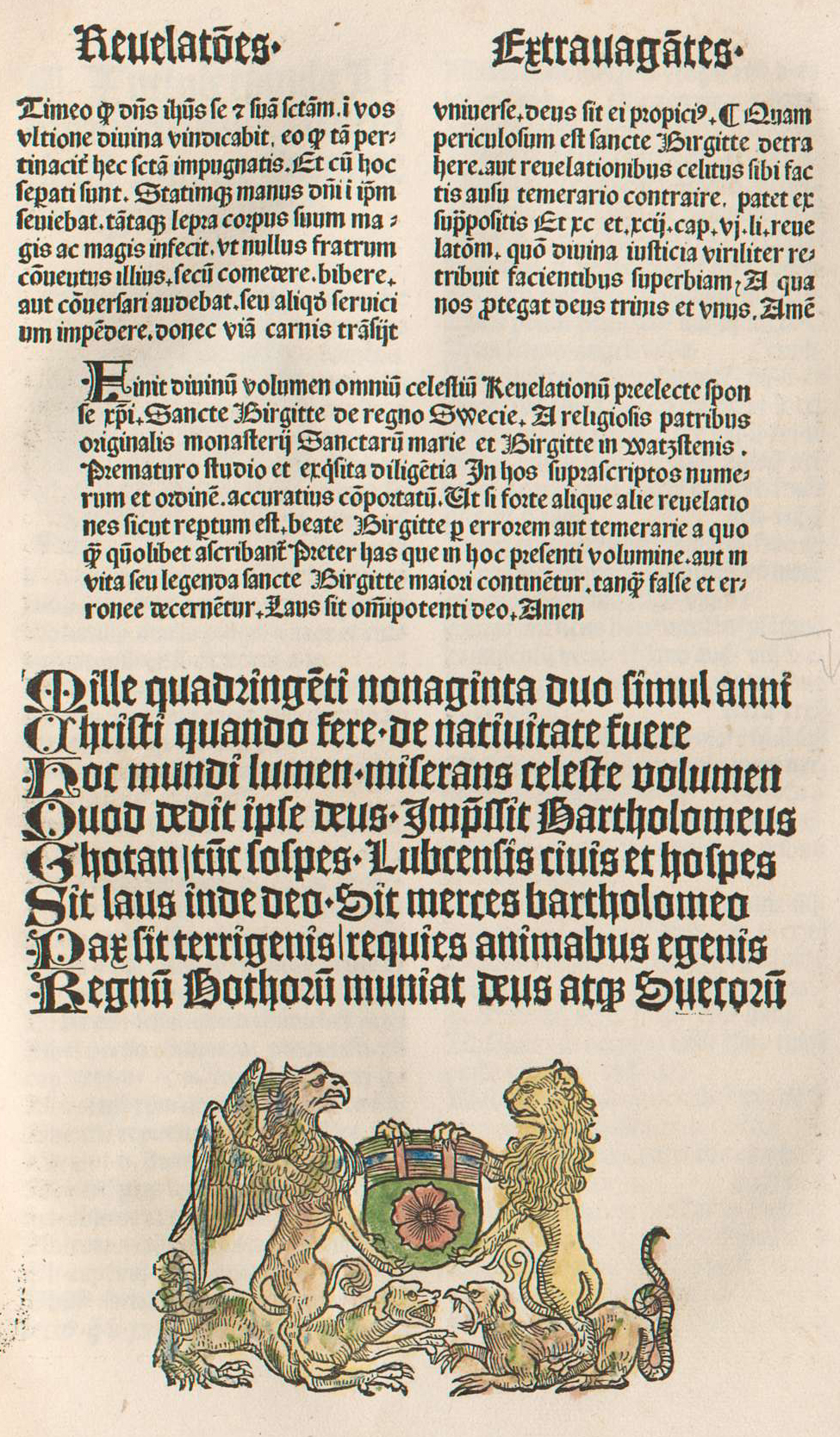
Kolophon der Revelationes Sancte Birgitte

### Sprache
Antonio de Nebrija veröffentlicht am 16. Januar in Salamanca die Gramática de la lengua castellana (deutsch: Grammatik der kastilischen Sprache). Sie gilt als das erste Lehrbuch einer europäischen Volkssprache. Im selben Jahr erscheint das Dictionarium latino-hispanicum (deutsch: „Wörterbuch Latein-Kastilisch“).

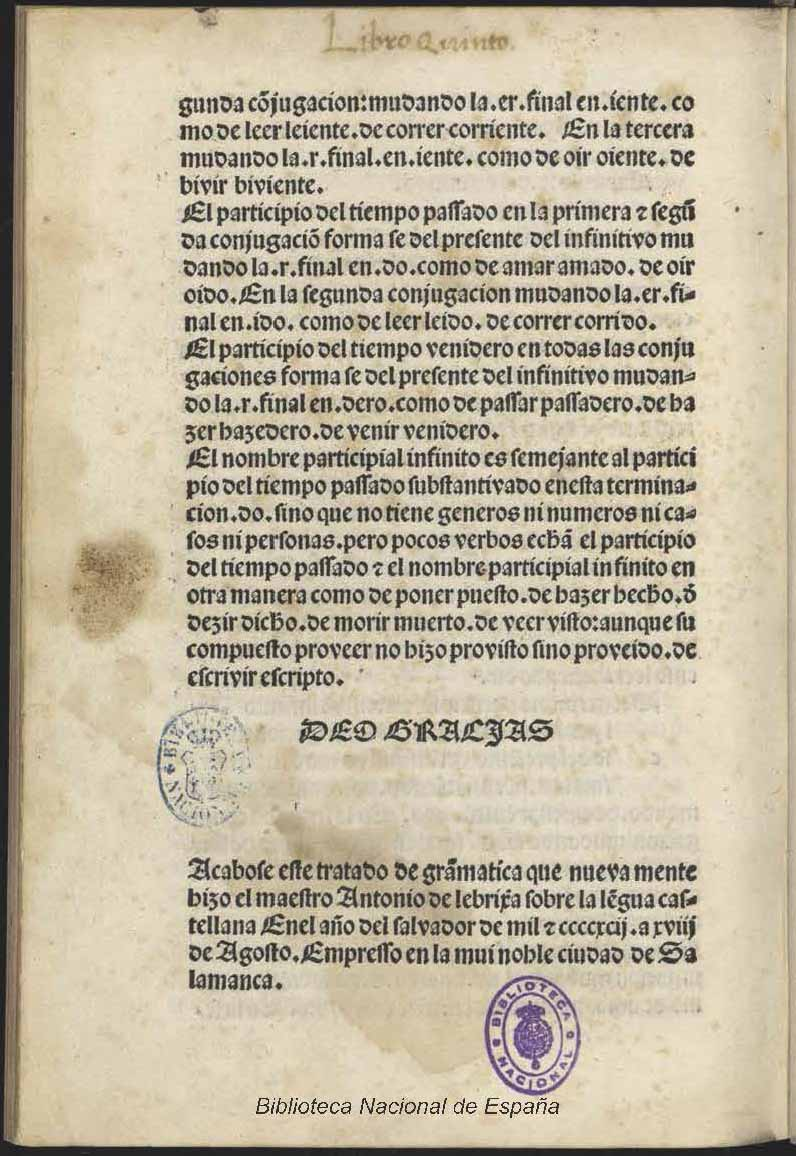
Gramática de la lengua castellana, letzte Seite mit Kolophon
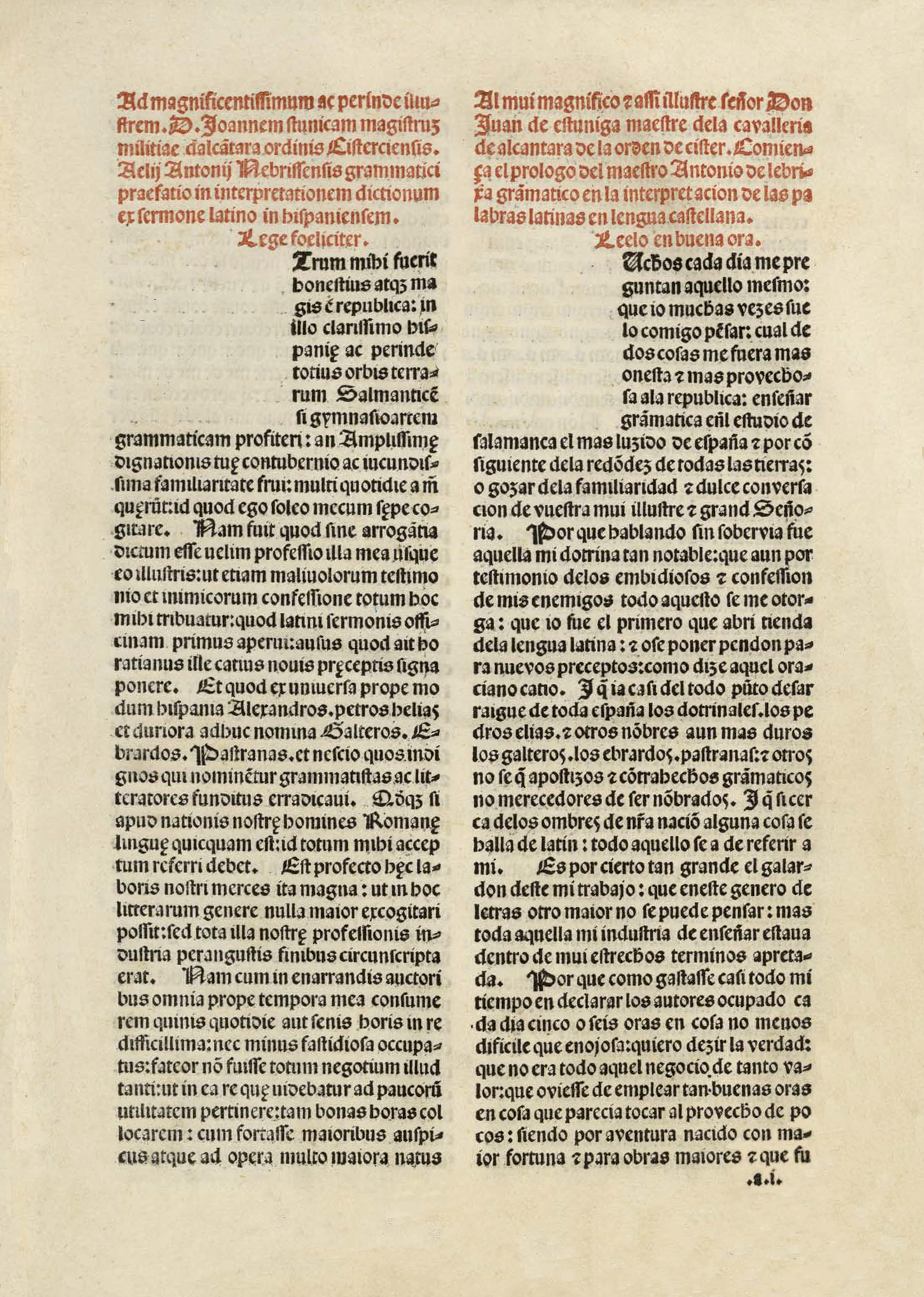
Seite aus dem Dictionarium latino-hispanicum

## Geboren

### Geburtsdatum gesichert
- 20. Januar: Werner Steiner der Jüngere, Schweizer Reformator († 1542)

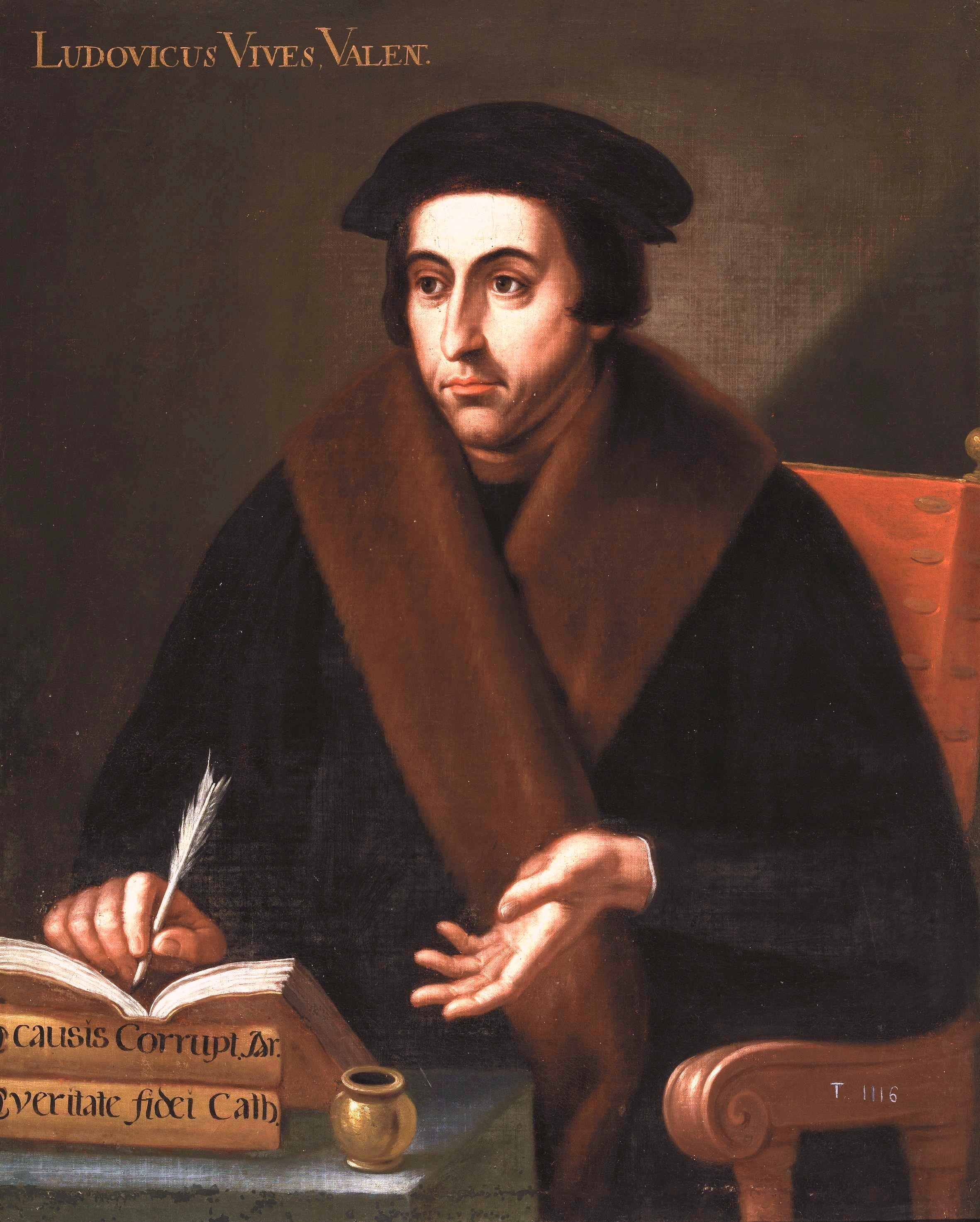
Juan Luis Vives; * 6. März

- 6. März: Juan Luis Vives, spanischer Humanist, Philosoph und Lehrer († 1540)
- 26. März: Adam Ries, deutscher Rechenmeister, Mathematiker und Verfasser von Rechenbüchern († 1559)
- März: Alfonso de Palencia, spanischer Historiker, Lexigraph, Autor, Humanist († 1492)

- 4. April: Ambrosius Blarer, deutscher evangelischer Theologe, Kirchenlieddichter und Reformator († 1564)
- 20. April: Pietro Aretino, italienischer Schriftsteller († 1556)

- 8. Mai: Andrea Alciato, italienischer Jurist und Humanist († 1550)
- 7. September: Giacomo Aconcio, italienischer Humanist, Philosoph, Theologe, Jurist und Ingenieur († um 1567)

### Genaues Geburtsdatum unbekannt
- Vittoria Colonna, italienische Dichterin († 1547)
- Wilhelm Nesen, deutscher Humanist und Pädagoge († 1524)

## Gestorben

### Todesdatum gesichert
- 12. Oktober: Piero della Francesca, italienischer Maler, Kunsttheoretiker und Mathematiker (* um 1420)
- 6. November: Antoine Busnoys, Komponist, Sänger, Dichter und Kleriker (* um 1435)
- 19. November: Dschāmi, persischer Dichter und Mystiker (* 1414)

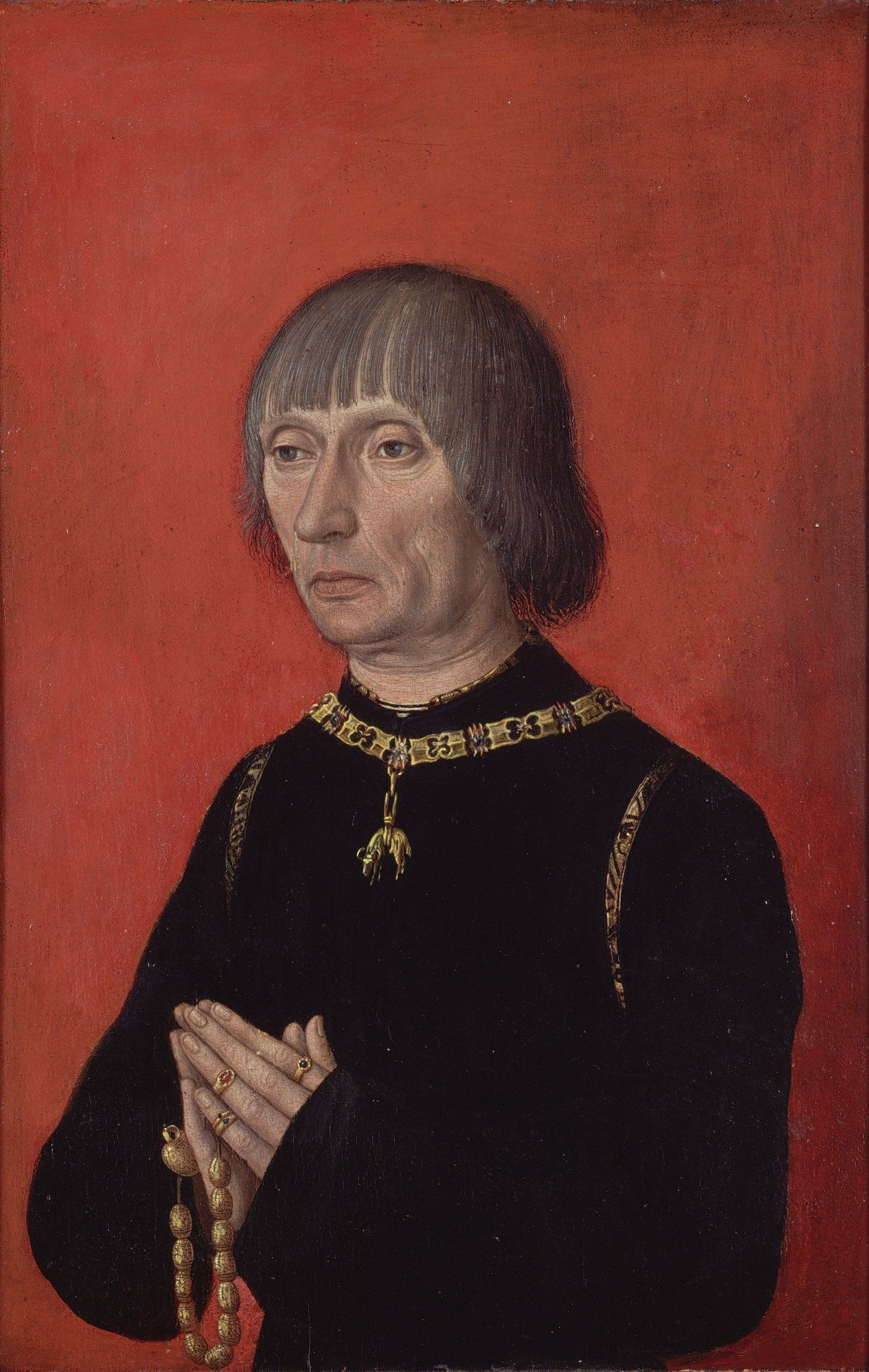
Ludwig von Brügge;
† 26. November

- 26. November: Ludwig von Brügge, flämischer Bibliophiler, Earl von Winchester (* 1427)

### Genaues Todesdatum unbekannt
- Blind Harry, schottischer Dichter (* um 1440)
- Gerard Leeu, niederländischer Buchdrucker der Inkunabelzeit (* zwischen 1445 und 1450)